# Synagogue Neve Shalom (Paramaribo)
Pour les articles homonymes, voir Synagogue Neve Shalom.
La synagogue Neveh Shalom (en néerlandais Synagoge Neve Shalom, en hébreu בית הכנסת נווה שלום) est un lieu de culte israélite de la ville de Paramaribo. Achevée en 1842, elle est l'unique synagogue de la république du Surinam. Elle se situe le long de la Keizerstraat, importante artère du centre-ville de la capitale, et jouxte la grande mosquée de Paramaribo.

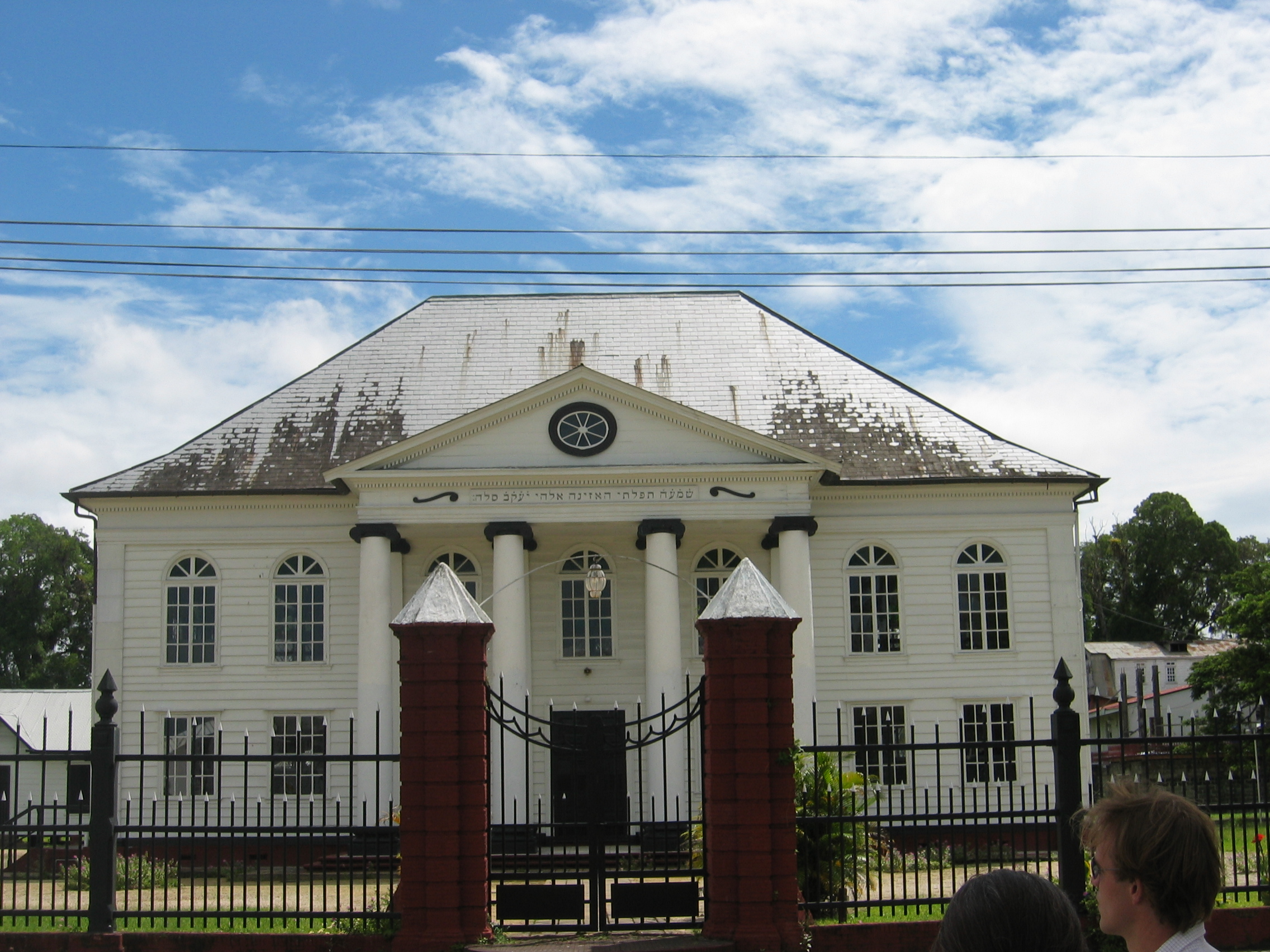
La synagogue de Paramaribo

L'implantation d'une importante communauté séfarade au Surinam intervient à partir de 1639, date de la fondation d'un territoire autonome sur les bords de la rivière Suriname appelé Jodensavanne (en néerlandais, la savane des Juifs). Une congrégation appelée « Beracha ve Shalom » (Bénédiction et Paix) est fondée quelques années plus tard. Celle-ci se dote d'une première synagogue en bois à partir de 1665, laquelle est remplacée par un sanctuaire en brique vingt ans plus tard.
Le déclin de la colonie intervient dans le courant du XVIIIe siècle, nombre de Juifs choisissant de s'établir à Paramaribo, unique véritable ville et comptoir commercial de la région. En 1716, des membres de la communauté ashkénaze achètent une parcelle de terrain située au numéro 82 de la Keizerstraat afin d'y édifier une maison de prière, laquelle voit le jour quelques années plus tard, en 1723.
Devenue inadaptée aux besoins du culte, celle-ci est finalement remplacée par la synagogue actuelle à partir de 1837. Dessinée par l'architecte J.F. Halfhide, elle est achevée en 1842. 
D'un point de vue architectural, l'extérieur de l'édifice s'apparente à une demeure bourgeoise dont le seul ornement est un portique tetrastyle (à quatre colonnes) ionique surmonté d'un large fronton triangulaire à denticules.